# Spanish psycho
Spanish Psycho es el cuarto disco de estudio del cantautor español José Córdoba, encarnando su personaje del Chivi.

## Canciones
1. Dedicado
2. Spanish Psycho[1]
3. Metrosexual
4. Antes
5. Quién Tuviera 15 años y esta polla
6. El Mánager
7. Mi Princesa
8. La Olla
9. Puta Locura
10. Cuando Quiero Llorar
11. Por Dinero
12. Catapún
13. De mil Maneras
14. Qué tiempos Aquellos
15. Mi Princesa (con Joaquín Carbonell)
16. Dedica2 (con Pepe Vázquez)

## Créditos
- Voz y letras: José Córdoba
- José Luís Seguer "Fletes": Batería y cajón
- Roberto Artigas "Gran Bob": Armónica
- Josu Ubierna: acordeón
- Alejandro Montserrat: guitarra española
- Javier "Flaco" Santos: tinaja, bongó, pandereta y palmas.
- Pepe Vázquez: guitarras, bajo, programación y voces.

### Otras Colaboraciones
- Despistaos: En Dedicado producido por Despistaos y grabado en los estudios de Dani y Crespo
- Joaquín Carbonell: voz en Mi Princesa
- Escafandra: Biografía de una escobilla de váter.
- Vinos Chueca: buen rollo con sifón y sección de viento en El Mánager.
- El Magras: Voces (de ultratumba) en Spanish Psycho

## Equipo técnico
- Grabado en Estudios Primarios excepto baterías (Estudios 2000) y voces (Estudios Inguz)
- Mezcla, masterización y milagros técnicos por obra y gracia de Juan Miguel Sánchez y Pedro Oliver en Estudios Inguz (Zaragoza)
- Producido: Pepe Vázquez
- Mánager: Don Lucena